# Giải bóng chuyền nam Vô địch châu Á 1991
Giải bóng chuyền nam Vô địch châu Á 1991 là giải Vô địch châu Á lần thứ 6, được tổ chức từ 11 đến 16 tháng 8 năm 1991 ở Perth, Úc.

## Vòng chung kết

### Vô địch
| Ngày       |            | Điểm |          | Set 1 | Set 2 | Set 3 | Set 4 | Set 5 | Tổng  |
| ---------- | ---------- | ---- | -------- | ----- | ----- | ----- | ----- | ----- | ----- |
| 16 tháng 8 | Trung Quốc | 3–0  | Úc       | 15–11 | 15–2  | 15–9  |       |       | 45–22 |
| 16 tháng 8 | Nhật Bản   | 3–2  | Hàn Quốc | 10–15 | 16–14 | 15–13 | 10–15 | 15–8  | 66–65 |

## Bảng xếp hạng
| Hạng | Đội                                  |
| ---- | ------------------------------------ |
| 1    | Nhật Bản                             |
| 2    | Hàn Quốc                             |
| 3    | Trung Quốc                           |
| 4    | Úc                                   |
| 5    | Đài Bắc Trung Hoa                    |
| 6    | Indonesia                            |
| 7    | Iran                                 |
| 8    | Pakistan                             |
| 9    | Thái Lan                             |
| 10   | Ấn Độ                                |
| 11   | CHDCND Triều Tiên                    |
| 12   | New Zealand                          |
| 13   | Ả Rập Xê Út                          |
| 14   | Các Tiểu vương quốc Ả Rập Thống nhất |
| 15   | Western Samoa                        |

| Giải bóng chuyền nam Vô địch châu Á 1991 |
| ---------------------------------------- |
| · Nhật Bản · Lần Lần 4                   |